# Муса, Мохамед
Мохаме́д Хаса́н Муса́ (араб. محمد حسن موسى‎, 27 декабря 1921, Александрия, Египет) — египетский борец классического и вольного стилей. Участник летних Олимпийских игр 1948 и 1952 годов, бронзовый призёр чемпионата Европы 1949 года.

## Биография
Мохамед Мусса родился 27 декабря 1921 года в египетском городе Александрия.
В 1948 году стал чемпионом Египта по классической борьбе.
В 1948 году вошёл в состав сборной Египта на летних Олимпийских играх в Лондоне. Выступал в вольной борьбе в весовой категории до 67 кг. В первой схватке единогласным решением судей выиграл у Банты Сингха из Индии, во второй также единогласным решением судей уступил Биллу Коллу из США и с 7 штрафными очками выбыл из борьбы.
В 1949 году завоевал бронзовую медаль на чемпионате Европы по вольной борьбе в Стамбуле в весовой категории до 79 кг.
В 1951 году стал серебряным призёром турнира по классической борьбе за Средиземноморских играх в Александрии в весовой категории до 79 кг.
В 1952 году вошёл в состав сборной Египта на летних Олимпийских играх в Хельсинки. Выступал в вольной борьбе в весовой категории до 73 кг. В первой схватке одержал чистую победу над Йосом де Йонгом из Бельгии, во второй — над Сирилом Мартином из ЮАС, в третьей потерпел чистое поражение от Владислава Секала из Чехословакии, в четвёртой — от Билла Смита из США и с 6 штрафными баллами выбыл из борьбы, поделив 5-7-е места.